# Шилко-Заводське сільське поселення
Ши́лко-Заво́дське сільське поселення (рос. Шилко-Заводское сельское поселение) — сільське поселення у складі Стрітенського району Забайкальського краю Росії.
Адміністративний центр — село Шилкінський Завод.

## Історія
Станом на 2002 рік існував Шилкінсько-Заводський сільський округ (села Старолончаково, Усть-Начин, Шилкінський Завод). Пізніше село Усть-Начин утворило окреме Усть-Начинське сільське поселення.

## Населення
Населення сільського поселення становить 342 особи (2019; 428 у 2010, 653 у 2002).

## Склад
До складу сільського поселення входять:
| Населений пункт         | Населення, осіб (2002) | Населення, осіб (2010) |
| ----------------------- | ---------------------- | ---------------------- |
| Старолончаково, село    | 237                    | 186                    |
| Шилкінський Завод, село | 281                    | 242                    |